# NGC 906
NGC 906 je spirální galaxie s příčkou v souhvězdí Andromedy. Její zdánlivá jasnost je 13m a úhlová velikost 1,8′ × 1,6′. Je vzdálená 215 milionů světelných let, průměr má 110 000 světelných let. Galaxii objevil 30. října 1878 Édouard Stephan.